# Borda-Wahl
Die Borda-Wahl ist ein Wahlsystem und damit ein Entscheidungsmechanismus. Bei der Borda-Wahl werden Präferenzen des Wählers anhand einer Rangliste ermittelt. Der erste Platz bekommt die meisten Punkte, der zweite Platz einen Punkt weniger als der erste, der dritte Platz einen Punkt weniger als der zweite, der vierte Platz einen Punkt weniger als der dritte usw.

## Geschichte
Diese Wahlmethode wurde von Nicolaus Cusanus 1433 in De concordantia catholica vorgeschlagen, blieb jedoch unbeachtet und wird heute dem Franzosen Jean Charles Borda zugeordnet. Dieser stand im Widerstreit u. a. zu Marquis de Condorcet, dessen Condorcet-Methode inzwischen von einigen Organisationen für Wahlen verwendet wird.

## Funktionsweise
Es gibt dabei zwei unterschiedliche Methoden, die Punktzahl für den ersten Platz festzulegen: Die simplere Methode gibt der Erstplatzierung einen Punkt weniger als es insgesamt an Kandidaten gibt, so dass eine komplett ausgefüllte Rangliste dem Letzten 0 Punkte gibt. Der Wähler hat hier die Möglichkeit, durch Verzicht auf weitere Angaben nach der Erstplatzierung seinem Favoriten bessere Chancen zu verschaffen. Die modifizierte Version hingegen gibt dem Erstplatzierten so viele Punkte, wie der Wähler Kandidaten angeordnet hat. Sind nur zwei markiert, gibt es für den ersten nur zwei Punkte und für den zweitplatzierten einen Punkt. Sind 8 markiert, bekommt der erste 8 Punkte und der zweite 7.

## Probleme
Borda hat eine Schwachstelle: Die Methode ist nicht immun gegenüber Clone-Angriffen. Das bedeutet, eine Ideologie kann ihre Erfolgschancen merklich steigern, indem sie die Zahl ihrer Kandidaten erhöht.
Auch verletzt die Borda-Wahl die Unabhängigkeit von irrelevanten Alternativen. Dieses Paradoxon der Rangordnungsbewertung nach Borda führt beispielsweise dazu, dass der Ausschluss eines Kandidaten nach der Wahl die ursprüngliche Rangfolge der verbleibenden Kandidaten ändert. Ein konstruiertes Beispiel mit vier Kandidaten und sieben Juroren:
| Wähler   | A | B | C | D | E | F | G | Summe |
| Kandidat |   |   |   |   |   |   |   |       |
| -------- | - | - | - | - | - | - | - | ----- |
| a        | 3 | 3 | 3 | 0 | 0 | 1 | 1 | 11    |
| b        | 2 | 2 | 2 | 3 | 3 | 0 | 0 | 12    |
| c        | 1 | 1 | 1 | 2 | 2 | 3 | 3 | 13    |
| d        | 0 | 0 | 0 | 1 | 1 | 2 | 2 | 6     |

Hier ist Kandidat c der Sieger. Nach Ausschluss des Kandidaten d, der die geringste Punktzahl hat, ergibt sich ein Sieg für a.
| Wähler   | A | B | C | D | E | F | G | Summe |
| Kandidat |   |   |   |   |   |   |   |       |
| -------- | - | - | - | - | - | - | - | ----- |
| a        | 3 | 3 | 3 | 1 | 1 | 2 | 2 | 15    |
| b        | 2 | 2 | 2 | 3 | 3 | 1 | 1 | 14    |
| c        | 1 | 1 | 1 | 2 | 2 | 3 | 3 | 13    |
| d        | 0 | 0 | 0 | 0 | 0 | 0 | 0 | 0     |

## Anwendung
Die Zusammensetzung des Parlaments von Nauru wird als einziges Staatsparlament der Welt per Borda-Wahl bestimmt.
Borda wird in leicht abgewandelter Form beim Eurovision Song Contest angewendet: Unabhängig von der Zahl der teilnehmenden Länder können Punkte nur an 10 Länder vergeben werden; das erstgereihte Land erhält 12 und das zweitgereihte 10 Punkte statt 10 bzw. 9.